# Kleidotoma striata
Kleidotoma striata är en stekelart som beskrevs av Cameron 1886. Kleidotoma striata ingår i släktet Kleidotoma, och familjen glattsteklar. Arten är reproducerande i Sverige.